# Taste of Chaos
Le Taste of Chaos est un festival musical ou, par extension, une tournée musicale de punk hardcore et metalcore. La dernière tournée en date s'est effectuée en 2016.

## Histoire
Le premier Taste of Chaos a lieu en hiver 2004, lancé par Kevin Lyman. Ce festival devient mondial en 2005, avec des dates en Australie, Europe, et Asie. Cette même année, le festival tourne en Amérique du Nord pendant deux mois,de février à avril, dans des villes comme Dallas, Miami, Saskatoon, Toronto, et Montréal. L'édition 2006 du festival passe par des endroits comme le Bataclan, à Paris (France). L'édition 2007 a lieu dans des lieux comme l'Ancienne Belgique de Bruxelles (Belgique).
C'est lors d'un spectacle de Taste of Chaos à Orlando, en Floride, que le représentant de Fueled by Ramen, John Janick, voit Paramore pour la première fois, ce qui leur permet de signer leur premier grand contrat d'enregistrement. 
En 2010, le fondateur de Taste of Chaos, John Reese, déclare que, bien que la tournée ait connu un succès international, elle avait « fait son temps en Amérique » et qu'elle serait remplacée par l'Uproar Festival. M. Reese a expliqué que ce remplacement était dû au fait qu'il n'y avait plus de groupes correspondant au profil de ce qu'était le Taste of Chaos. Uproar présentera des groupes de hard rock et débutera peu après la tournée heavy metal Mayhem Festival en août 2010. Kevin Lyman s'attend à ce que la tournée se poursuive en Europe et ne sait pas si elle reviendra aux États-Unis. Pour la première fois depuis le début de la tournée, Taste of Chaos n'a pas de dates en 2011.
Le 18 juin 2015, le Taste of Chaos annonce son premier festival en cinq ans. Le festival a lieu le 3 octobre au San Manuel Amphitheater, en Californie. Le festival annonce son retour en juin 2016 dans tous les États-Unis, et il est le dernier en date. Depuis 2017, le site web officiel de la tournée n'est plus en service.

## Compilations
Comme pour le Warped Tour, le Taste of Chaos a sorti ses propres compilations musicales : Taste of Chaos (2005), Taste of Christmas (2005), The Best of Taste of Chaos (2006), et The Best of Taste of Chaos Two (2007). Elles sont certifiées disque d'or en 2005 par l'ARIA.